# Турецкий свадебный суп
Турецкий свадебный суп (дюю́н чорбасы́, тур. düğün çorbası) — суп турецкой кухни на бараньем или говяжьем бульоне. Ныне популярное блюдо на каждый день, преимущественно в холодное время года, но изначально сытный суп дююн чорбасы неизменно открывал свадебный пир на селе, который мог продолжаться по традиции сорок дней и сорок ночей.
Для дююн чорбасы мясную мякоть режут на мелкие кусочки и отваривают с головкой репчатого лука и тёртой морковью. По готовности мясо измельчают или протирают, бульон процеживают. Полученный суп загущивают пассерованной в сливочном масле мукой и проваривают, в заключение вливают смесь взбитых яичных желтков с лимонным соком. Дююн чорбасы при подаче приправляют красной паприкой в растопленном сливочном масле. В зависимости от региона в рецепте могут также присутствовать лук-порей, сельдерей и отварные бобы.